# Ese maldito yo
Ese maldito yo (en francés: Aveux et anathèmes) es una obra del escritor y filósofo rumano Emil Cioran publicada en 1986. Como gran parte de los textos del autor, fue escrito en francés.
Es un libro de reflexiones filosóficas dividido en seis secciones escritas en aforismos. Sus temas principales son la edad, el tiempo, la divinidad, la religión y la muerte. 
- Datos: Q5573134